# Clément Sordet
Pour les articles homonymes, voir Sordet.
Clément Sordet, né le 22 octobre 1992 à Saint-Martin-d'Hères, est un golfeur professionnel français évoluant sur le Tour européen.

## Biographie
Après son bac, Clément Sordet intègre la Texas Tech University aux États-Unis. Ce parcours débouchera sur 6 titres universitaires ce qui lui vaudra quelques invitations sur l'Alps Tour ou le Challenge Tour. Il décroche d'ailleurs, en 2011, l'Open de la Mirabelle d'Or, sur l'Alps Tour.
En juillet 2015, à l'âge de 22 ans, Clément Sordet devient professionnel. Après 12 tournois joués sur le Challenge Tour, il fait son entrée dans le prestigieux Tour Européen PGA. Il remporte dès sa première année le Northern Ireland Open en 2015 et finit la saison au 37ème rang du classement du Challenge Tour.
En 2016, il termine au 25ème rang du classement du Challenge Tour après avoir remporté le Turkish Airlines Challenge.
Sa progression continue en 2017 avec deux victoires : le Viking Challenge et le NBO Golf Classic Grand Final qui lui permettent de se classer deuxième du classement du Challenge Tour et de valider sa qualification sur l'European Tour pour l'année 2018.

## Palmarès amateur
- 2011 The Carmel Cup, UTSA/Oak Hills Invitational [1];
- 2013 Black Horse Match [1] ;
- 2014 Middleburg Bank Intercollegiate [1] ;
- 2015 Wyoming Desert Intercollegiate, NCAA Lubbock Regional [1].

## Palmarès professionnel
- 2011 : Open de la Mirabelle d'or
- 2015 : Northern Ireland Open (en)[4]
- 2016 : Turkish Airlines Challenge [5]
- 2017 : Viking Challenge [6]
- 2017 : NBO Golf Classic Grand Final [7]